# Aesopida
Aesopida is een kevergeslacht uit de familie van de boktorren (Cerambycidae). De wetenschappelijke naam van het geslacht werd voor het eerst geldig gepubliceerd in 1864 door Thomson.

## Soorten
Aesopida omvat de volgende soorten:
- Aesopida malasiaca Thomson, 1864
- Aesopida sericea Breuning, 1950